# Bitwa morska pod Olandią (1789)
Bitwa morska pod Olandią miała miejsce 26 lipca 1789 podczas wojny rosyjsko-szwedzkiej 1788-1790.
W okolicy wyspy Olandii flota szwedzka dowodzona przez księcia Karola Sudermańskiego  stoczyła nierozstrzygniętą bitwę z flotą rosyjską dowodzoną przez admirała Cziczagowa.

## Wstęp
Zebrawszy 21 okrętów liniowych i 8 dużych fregat książę Karol Sudermański postanowił zaatakować znajdującą się w pobliżu Olandii flotę rosyjską.

## Bitwa
Okręty szwedzkie weszły w kontakt bojowy z flotą rosyjską 26 lipca 1789 w pobliżu południowych wybrzeży wyspy Olandii. Rosjanie ustawili się w szyku obronnym, podczas gdy Szwedzi prowadzili nieskuteczne ataki oraz strzelali z dużego dystansu. 
Książę Karol odniósłby zwycięstwo, gdyby nie nieudolność jego zastępcy, admirała Per Liljehorna, który dowodząc drugą częścią floty szwedzkiej nie zdążył przybyć na czas, przez co nie wykonał rozkazu do ataku. Wobec silnego oporu Rosjan Szwedzi zmuszeni zostali w końcu do zaprzestania walki.

## Po bitwie
Obie floty przez trzy dni manewrowały, mając się w zasięgu wzroku. Pięć dni po bitwie Rosjanie umiejętnie manewrując zapędzili okręty szwedzkie do portu w Karlskronie, gdzie zablokowali flotę szwedzką.
Admirał Liljehorn został postawiony przed sądem, a następnie uwięziony. Od śmierci uratowało go ułaskawienie rządowe.

## Lista okrętów biorących udział w bitwie

### Szwecja
Wladislaff 76

Enighet 74

Götha Lejon 74

Kung Adolf Fredrik 74

Kung Gustaf III 74

Louise Ulrika 74

Sophia Magdalena 74

Fädernesland 66

Ära 64

Dristighet 64

Dygd 64

Försightighet 64

Hedvig Elisabeth Charlotta 64

Manlighet 64

Ömhet 64

Prins Carl 64

Prins Fredrik Adolf 64

Tapperhet 64

Rättvisa 62

Wasa 62

Riksens Ständer 60

Grip 44

Uppland 44

Euredice 40

Fröya 40

Galathea 40

Minerva 40

Thetis 40

Zemire 40

### Rosja
Rościsław 100

Dwienadcać Apostołow 100

Kniaź Władimir 100

Iezekiil 78

Kir Ioann 74

Mścisław 74

Pobiedosław 74

Princ Gustaw 74

Sw. Elena 74

Sw. Petr 74

Jarosław 74

Bolesław 66

Deris 66

Izasław 66

Pamiac Eustafia 66

Rodisław 66

Swiatosław 66

Wiktor 66

Wiszesław 66